# Postcombustion

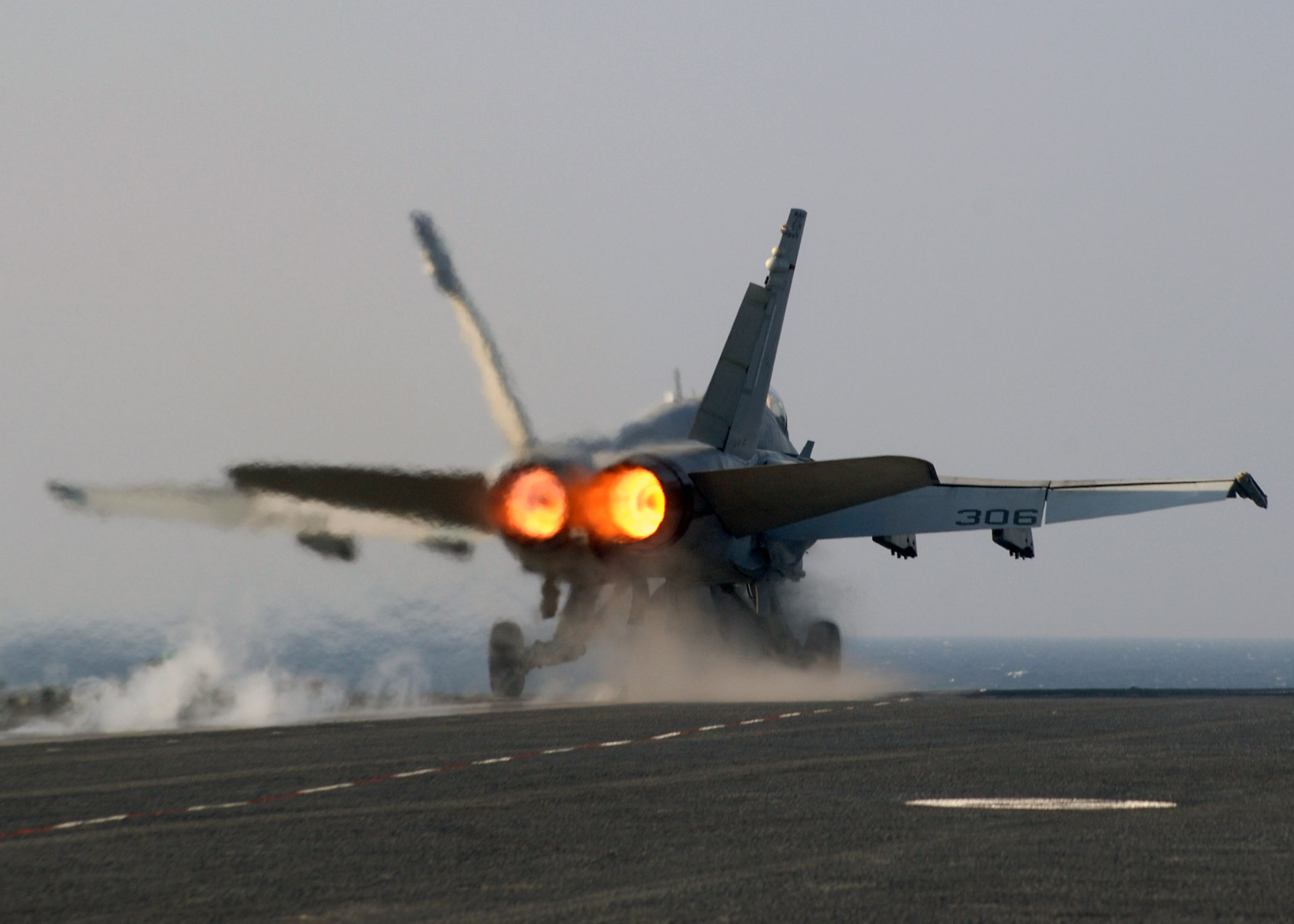
Postcombustion d'un McDonnell Douglas F/A-18 Hornet de l'US Navy. L'avion est catapulté du pont de l'.

La postcombustion ou post-combustion, souvent abrégée en « PC » et parfois dénommée « réchauffe », est un système utilisé par les avions à réaction pour augmenter temporairement la poussée fournie par un turboréacteur.
Cette technique consiste à injecter et enflammer, à l'aide de brûleurs auxiliaires, du kérosène en aval de la turbine du moteur, d'où le terme « post », dans les gaz d'échappement du réacteur, ce qui a pour conséquence une augmentation importante de la poussée. En contrepartie, la consommation de carburant augmente de façon très importante.
Cet apport de puissance supplémentaire est particulièrement utile lors d'un décollage sur une piste courte, à l'image des porte-avions, ou pour se sortir d'une situation délicate lors d'une mission militaire.

## Historique

### En occident
Les premiers travaux britanniques sur des turboréacteurs dotés de réchauffes commencèrent sur le Rolls-Royce W2/B23 d'un Gloster Meteor Mk.I, fin 1944, et les tests au sol d'un Power Jets W2/700 modifié au milieu de 1945. Ce moteur était destiné au projet d'avion supersonique Miles M.52. Les premiers travaux américains sur le concept furent accomplis par le NACA, à Cleveland (Ohio). Ils menèrent à la publication du document « Theoretical Investigation of Thrust Augmentation of Turbojet Engines by Tail-pipe Burning » (études théoriques sur l'augmentation de poussée des turboréacteurs par la combustion dans la tuyère), en janvier 1947.
Les travaux effectués par les américains sur les « afterburners », dans l'intervalle de temps 1948 - 1949, menèrent à l'installation de nombreux systèmes de postcombustion sur les premiers jets du moment, à ailes droites, tels les Pirate, Starfire et Scorpion. Plus tard, le nouveau Pratt & Whitney J48, d'une poussée avec réchauffe de 36 kN allait équiper le chasseur à ailes en flèche F9F-6 Cougar. D'autres chasseurs de la Navy se virent équipés de réacteurs à postcombustion, comme le F7U-3 Cutlass, équipé d'un Westinghouse J46 de 27 kN de poussée. Dans les années 1950, plusieurs gros moteurs à postcombustion furent conçus, tels les De Havilland Gyron et Orenda Iroquois. Au Royaume-Uni, le Rolls-Royce Avon fut rendu disponible dans une version dotée de réchauffe et propulsa le célèbre chasseur English Electric Lightning, qui fut alors le premier chasseur supersonique à entrer en service au sein de la RAF. En parallèle, le Bristol-Siddeley Rolls-Royce Olympus fut équipé d'une PC pour propulser le TSR-2. Ce système fut conçu et développé conjointement par les firmes Bristol Siddeley et Solar, de San Diego. La postcombustion du Concorde fut développée par la Snecma.

### Dans les pays de l'Est

#### Naissance du concept
En 1947, la postcombustion fut testée sur les appareils La-156 et Yak-19, respectivement par les bureaux de Lavotchkine et de Yakovlev. Ce nouveau dispositif permettait d'augmenter de manière considérable la vitesse de l'avion en vol, ce qui fut l'un des premiers pas vers les vitesses transsoniques puis supersoniques. L'une des principales motivations à la création de la post-combustion était la très faible poussée (pas plus de 900 kgp) produite par les moteurs allemands Jumo 004, récupérés à la fin de la Seconde Guerre mondiale, et leurs copies soviétiques RD-10. Des tentatives de réalisations similaires à l'Occident furent également probablement une motivation supplémentaire. Par exemple, le magazine anglais Aircraft Engineering de janvier 1946 faisait mention du moteur de tests W.2B/23 de Frank Whittle, équipé d'une post-combustion, alors appelée « réchauffe ». Lors des tests, il fut poussé de 16 % à 100 % de sa puissance, et il fut constaté qu'à 800 km/h, la poussée au niveau de la mer était supérieure de 27,5 %. L'article précisait que « bien-sûr, il [était] préférable d'employer ce surcroît de puissance seulement sur de courtes périodes, tels le décollage ou le combat à courte portée. » D'autres rapports, provenant d'Allemagne, indiquaient des augmentations de puissance de 20 à 25 %.
Au sein de la firme Yakovlev, la décision de commencer les travaux sur la PC fut prise en 1945, à l'initiative de L. Shehlera (Л. Шехлера), qui était déjà depuis de nombreuses années responsable des étapes initiales de conception émanent du nouveau bureau de conception des aéronefs. Les premiers travaux sur la réchauffe furent effectués en conjonction avec ceux visant à intégrer le Jumo 004 sur la structure d'un Yak-3, initialement doté de moteur à pistons, ce qui mena à l'apparition du premier chasseur soviétique à réaction, le Yak-15. Sur cet appareil, la PC était essentiellement un moyen d'améliorer les performances de l'avion au décollage. Finalement, ces améliorations furent surtout reprises en 1946, lors de la création du Yak-19.
Des recherches approfondies sur le Jumo-004, effectuées au sein de l'institut central Baranov de développement de moteurs d'aviation (Центральный Институт Авиационного Моторостроения - CIAM), en 1945, sous la direction de V. Polikovskiy, montrèrent que le moteur fonctionnait en excès d'air important, de façon à préserver l'intégrité de la turbine (par refroidissement). Par conséquent, il était possible d'augmenter l'énergie produite par les gaz de sortie dans la tuyère d'éjection, au moyen de la combustion d'une certaine quantité de carburant supplémentaire, ce qui permettait donc d'accroître la poussée produite sans forcément devoir repenser complètement la conception du moteur. Les calculs montrèrent qu'il était possible d'augmenter la poussée au décollage de près de 33 %, la poussée du moteur allemand passant alors de 900 à 1 200 kgp. En fait, à proprement parler, la combustion après la turbine pour augmenter la puissance du moteur n'agissait pas sur la vitesse ou le débit de la masse d'air admise par le moteur, ni même sur la pression dans les buses de carburant principales, si bien que la durée de vie du moteur restait strictement inchangée. Le terme « post-combustion » est cependant devenu le terme par défaut dans la vie courante pour désigner une forte augmentation de la poussée, quelle que soit la méthode employée pour y parvenir...

#### Premiers essais au sol
En février 1946, le CIAM, en association avec le bureau de conception (OKB) Yakovlev, en Union soviétique, parvint pour la première fois à effectuer un essai d'activation de la PC sur un banc de tests, par la méthode de l'injection de carburant supplémentaire après la turbine. Selon la terminologie employée en 1946, le « brûleur secondaire » (en anglais : « afterburner ») consistait en une tuyère allongée, développée par l'OKB Yakovlev, et un système additionnel d'injection de carburant à six jets. Le carburant ainsi véhiculé vers la tuyère s'auto-enflammait à une température de 65 °C. La poussée s'en trouvait ainsi augmentée de 28 %, passant de 860 à 1 100 kgp, et la consommation spécifique de carburant était établie à 2,07 kg/h. L'allongement de 2,60 m de la partie cylindrique de la tuyère avait en contrepartie entraîné une légère baisse de performances en fonctionnement normal, avec une poussée à sec inférieure de 80 kgp. Ce léger défaut était tout de même largement compensé par le gain occasionné lorsque la PC était activée.
On constata cependant que la température des gaz à la sortie de la tuyère atteignait des valeurs critiques, situées entre 1 000 et 1 100 °C. Le conduit d'échappement et le cône de tuyère créés par les Allemands étaient constitués d'acier non allié, qui ne pouvait pas supporter de telles températures bien longtemps et finissait par céder. Le bureau d'études conçut alors une tuyère en alliage d'acier EYA-1, résistant aux hautes températures, qui s'avéra bien supporter la chaleur produite par le moteur. En parallèle, le cône d'échappement et ses mécanismes de contrôle ne furent pas intégrés au processus de combustion additionnelle, ce qui en conséquence empêchait d'augmenter de manière importante la poussée produite. En supplément, la contre-pression créée dans l'échappement créait une légère résistance au passage des gaz chauds, ce qui entravait encore un peu les possibilités d'augmentation de poussée. Tous ces défauts furent pris en compte par le bureau d'études, où une nouvelle tuyère fut conçue, dotée d'une extrémité à section variable équipée de petits panneaux coulissants, prenant la place de l'ancien « simple » cône rigide. L'ensemble du mécanisme de commande de ces petits volets, aussi désignés « pétales », était disposé sur la surface extérieure à la combustion, ce qui l'isolait correctement de l'effet des températures importantes dues à la combustion.
En mai 1946, le CIAM effectua des essais de longue durée sur le moteur ainsi équipé, afin de valider l'emploi des nouvelles solutions appliquées. L'augmentation de poussée obtenue fut de 28 %, passant de 820 à 1 050 kgp, pour une consommation spécifique de carburant de 2,26 kg/h. En parallèle, la perte de poussée à sec tomba de 80 à 50 kgp. Il fut également constaté que la nouvelle tuyère en alliage d'acier EYA-1-T avait très bien tenu le coup. Une série d'essais de 25 exemplaires de la PC de Yakovlev fut effectuée pour les entreprises travaillant dans l'aéronautique. À la suite de cette démonstration, dirigée par le CIAM, la firme Soukhoï décida d'employer la PC dans son futur avion, le Su-9. Les ingénieurs rallongèrent la tuyère du Jumo 004 de 50 cm et l'équipèrent de pétales mobiles à la sortie. Une série d'essais fut effectuée sur le banc de tests du CIAM entre décembre 1946 et avril 1947. Conçu comme projet « de secours » de premier avion à réaction soviétique, le Su-9 ne fut finalement jamais construit. Au sein du CIAM, tous les travaux sur l'étude et la mise au point du dispositif furent réalisés dans le département N13, qui deviendra plus tard le laboratoire N7. Ce secteur était dirigé par A. Tolstoï, le gestionnaire de travaux étant A. Lakshtovsky et l'ingénieur en chef B. Motorin, travaillant pour Yakovlev.
En parallèle aux études menées par le CIAM, le bureau d'études de Lavotchkine travaillait aussi à améliorer son réacteur, le RD-10. Il est intéressant de noter que le MiG-9FF (I-307), conçu par les bureaux de chez Mikoyan-Gourevitch, avait également été doté d'une PC sur deux exemplaires du RD-20 (copie du BMW 003). Ainsi, tous les grands bureaux d'études de l'URSS travaillaient activement et en même temps à la mise au point de systèmes de postcombustion pour leurs appareils.

#### Essais en vol et premiersjets
D'octobre 1946 à mai 1947, un RD-10 équipé de postcombustion fut testé en vol depuis le NII-1 avec le laboratoire volant de Yakovlev, un B-25 Mitchell profondément modifié. Le moteur était installé dans un carénage aérodynamique installé sur la partie supérieure du fuselage. Il s'agissait alors en URSS du premier vol d'un avion doté d'un réacteur à postcombustion. La fiabilité de l'ensemble fut testée dans des altitudes allant jusqu'à 7 300 m et des vitesses allant jusqu'à 450 km/h. Lorsque la vitesse de vol était de 360 km/h, ce moteur à la tuyère allongée voyait sa poussée augmenter de 570 à 770 kgp au niveau de la mer (+ 35 %), de 385 à 540 kgp à une altitude de 5 000 m (+ 40 %), et de 325 à 460 kgp à 7 000 m (+ 41,5 %}. Au printemps 1947, l'OKB effectua de nouvelles modifications dans la conception de la tuyère, la rendant plus fiable et l'allongeant encore de 50 cm. Les tests de cette nouvelle tuyère furent achevés au sein du CIAM le 20 avril 1947. Le moteur parvint à fonctionner en continu pendant 2 h 23 min à sec et 2 h 33 min en postcombustion, par étapes de 15 à 20 minutes. La poussée produite était de 1 060 kgp.
Le premier avion soviétique à employer un réacteur équipé de postcombustion fut le Yakovlev Yak-19, créé en 1946 mais n'effectuant son premier vol que le 8 janvier 1947, en raison de retards engendrés par la mise au point compliquée de son réacteur. Ce dernier fut d'ailleurs le dernier turboréacteur soviétique à être directement dérivé du Jumo 004 allemand.

## Technique

### Principe

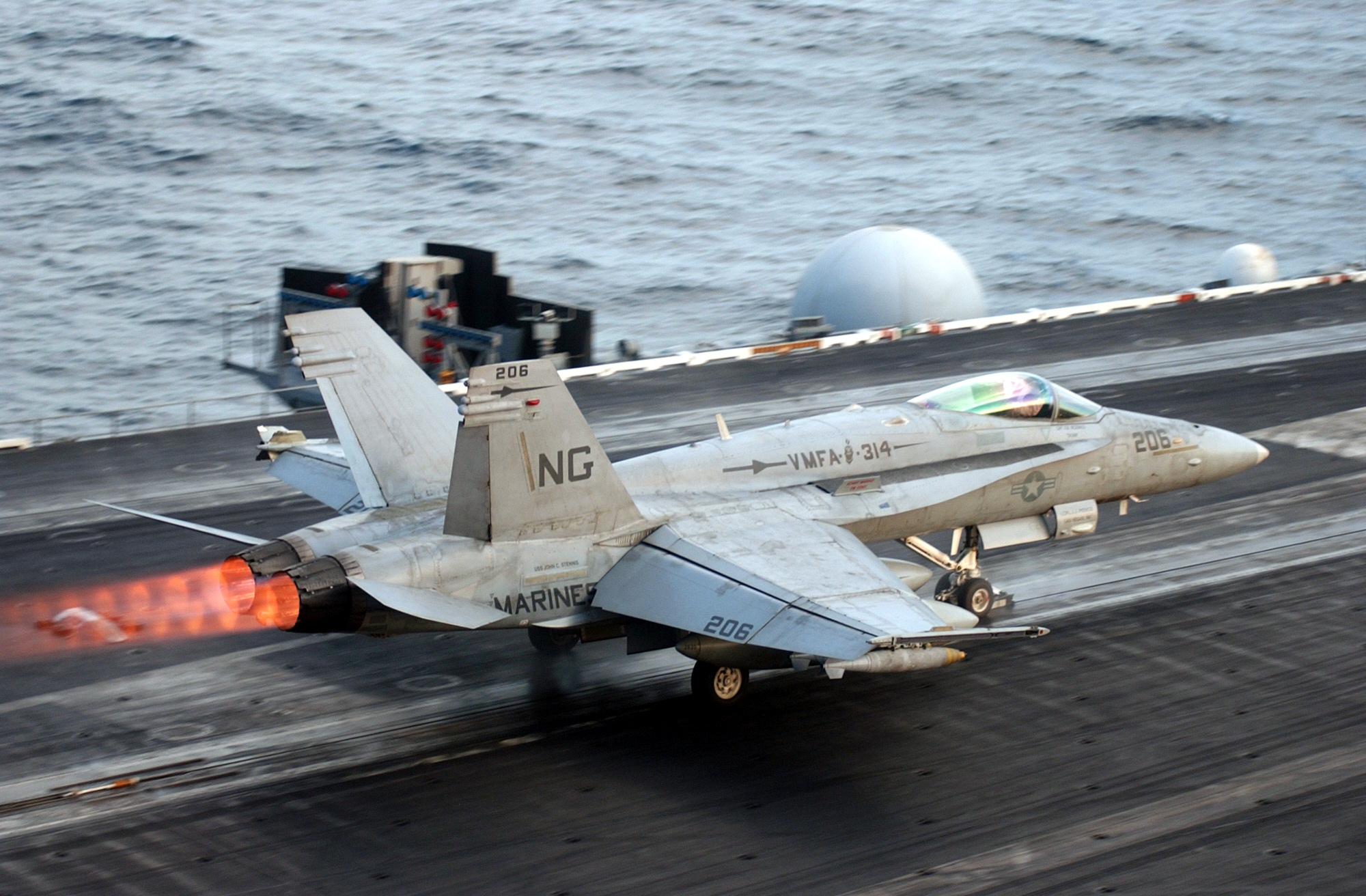
Les disques visibles dans les gaz sont des ondes de choc engendrées par leur vitesse supersonique.

Le principe de la postcombustion est d'injecter du kérosène, via un canal prolongeant la tuyère du turboréacteur, dans les gaz d'échappement, qui s'enflamment alors spontanément sous l'effet de la chaleur. La température élevée des gaz, comprise entre 1 800 K et 2 000 K, favorise en effet la formation du mélange carburant-gaz ainsi que son inflammation et sa combustion. Il se produit alors une réaction supplémentaire. Le fait de réchauffer l'air en sortie de réacteur permet d'augmenter la vitesse de sortie des gaz, et donc la poussée du réacteur. Ces gaz atteignent d'ailleurs des vitesses supersoniques et forment des disques d'ondes de choc facilement reconnaissables. En effet ces gaz sont éjectés à une vitesse supérieure à Mach 1, mais à une pression inférieure à la pression atmosphérique. Pour équilibrer les pressions, un choc se produit, avec une augmentation de la pression mais aussi de la température, ce qui entraîne la combustion localisée.
Ce système offre un très gros avantage, celui d'augmenter significativement la poussée de l'avion sans ajout de systèmes de propulsion complexes et lourds. Cette puissance supplémentaire est obtenue au prix d'une augmentation importante de la consommation en carburant, environ quatre à cinq fois plus importante que sans postcombustion, du bruit et de la signature infrarouge. La postcombustion produit une flamme gigantesque en sortie des réacteurs, qui dépasse parfois la longueur de l'avion, ainsi qu'un bruit effroyable.

### Efficacité

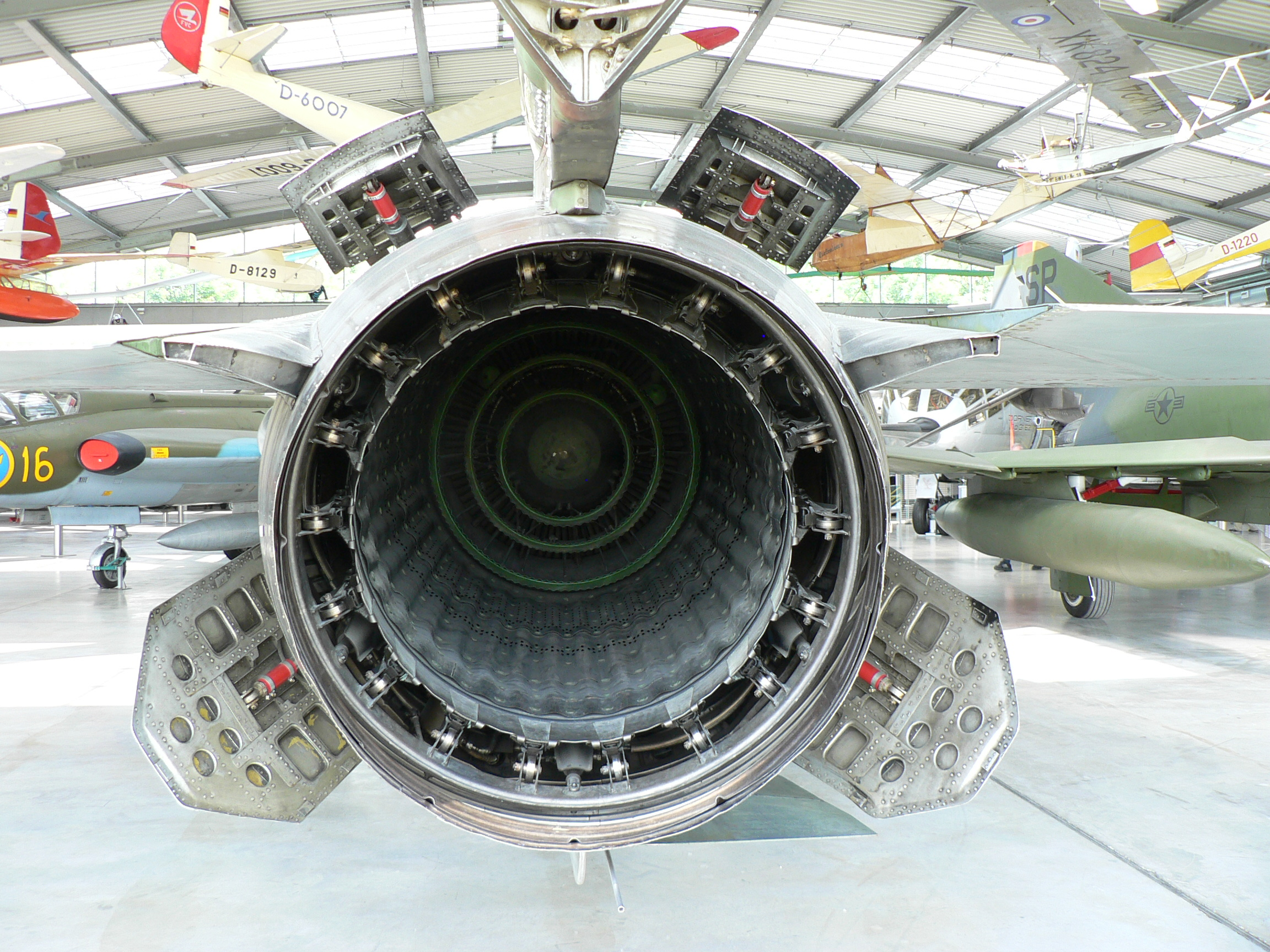
Tuyère d'un MiG-23 laissant apercevoir les anneaux d'injection de carburant de la postcombustion (en vert).

Quand on mesure la poussée d'un réacteur, on parle de poussée « à sec » (« dry thrust » en anglais) quand la postcombustion n'est pas utilisée, et « avec PC » ou « avec réchauffe » (« wet thrust » en anglais) quand elle est enclenchée.
Sur les avions militaires, la poussée obtenue avec PC maximale atteint en général 150 % de la poussée à sec. C'est par-exemple le cas du réacteur General Electric J79, qui équipe certains avions militaires célèbres comme le F-104 Starfighter ou le F-4 Phantom II, et du Snecma M53-P2 qui équipe le Mirage 2000. Sur le Concorde, la poussée du moteur Olympus 593 passait de 14,7 à 17,4 kdaN (de 15 à 17,7 tonnes) avec PC, soit une augmentation de seulement 18  %.

### Limites
Sur les avions militaires, la postcombustion ne peut généralement être utilisée plus d'une dizaine de minutes, en raison non seulement de l'augmentation de la consommation de carburant, mais aussi des contraintes thermiques et structurelles qu'elle implique. Quelques avions ont cependant été conçus dès le départ pour supporter la PC plus longtemps, comme le Mirage IV et le Lockheed SR-71 Blackbird.

## Utilisation

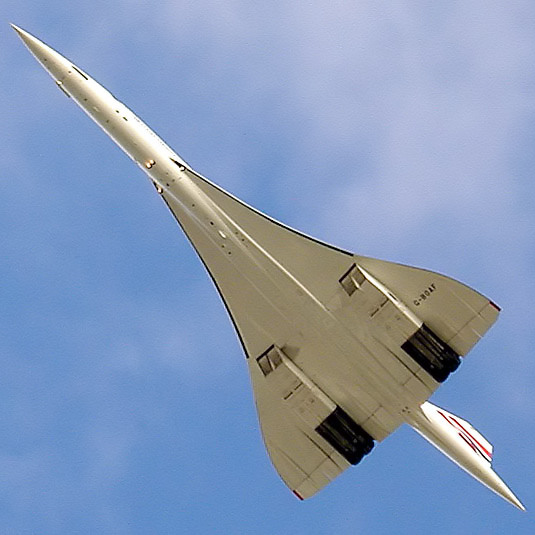
Le Concorde est l'un des deux seuls avions civils à postcombustion.

Utilisée depuis les années 1950, la postcombustion fut longtemps le seul moyen d'atteindre des vitesses supersoniques, et est employée presque uniquement sur les avions militaires. Les seuls avions civils ayant été dotés de postcombustion étaient les deux seuls avions de ligne supersoniques : le Concorde (réacteurs civils) et le Tupolev Tu-144 (réacteurs militaires). Ces appareils étaient capables de maintenir des vitesses supersoniques sur de longues durées, mais la surconsommation engendrée par l'utilisation de la PC ne leur permettait pas de l'utiliser en continu. En fait, l'emploi de la PC sur ces deux appareils se bornait à apporter de l'aide au décollage et à minimiser le temps de vol dans les vitesses transsoniques, période à laquelle les contraintes aérodynamiques sont les plus fortes. Parmi les appareils civils dotés de postcombustion, on peut ajouter également quelques prototypes d'expérimentations mis au point par la NASA, ainsi que le White Knight, conçu par Scaled Composites et servant de plateforme de transport pour le véhicule spatial SpaceShipOne de Virgin Galactic.
De nos jours, les avions les plus récents, comme le F-22 Raptor, sont capables de dépasser Mach 1 sans PC et donc de tenir plus longtemps de telles vitesses. On parle alors de « supercroisière », pour « croisière supersonique ». La postcombustion est néanmoins toujours utilisée comme réserve de puissance pour faire des pointes de vitesse, ou apporter de fortes accélérations nécessaires par exemple en situation de combat aérien ou lors du catapultage depuis un porte-avions.

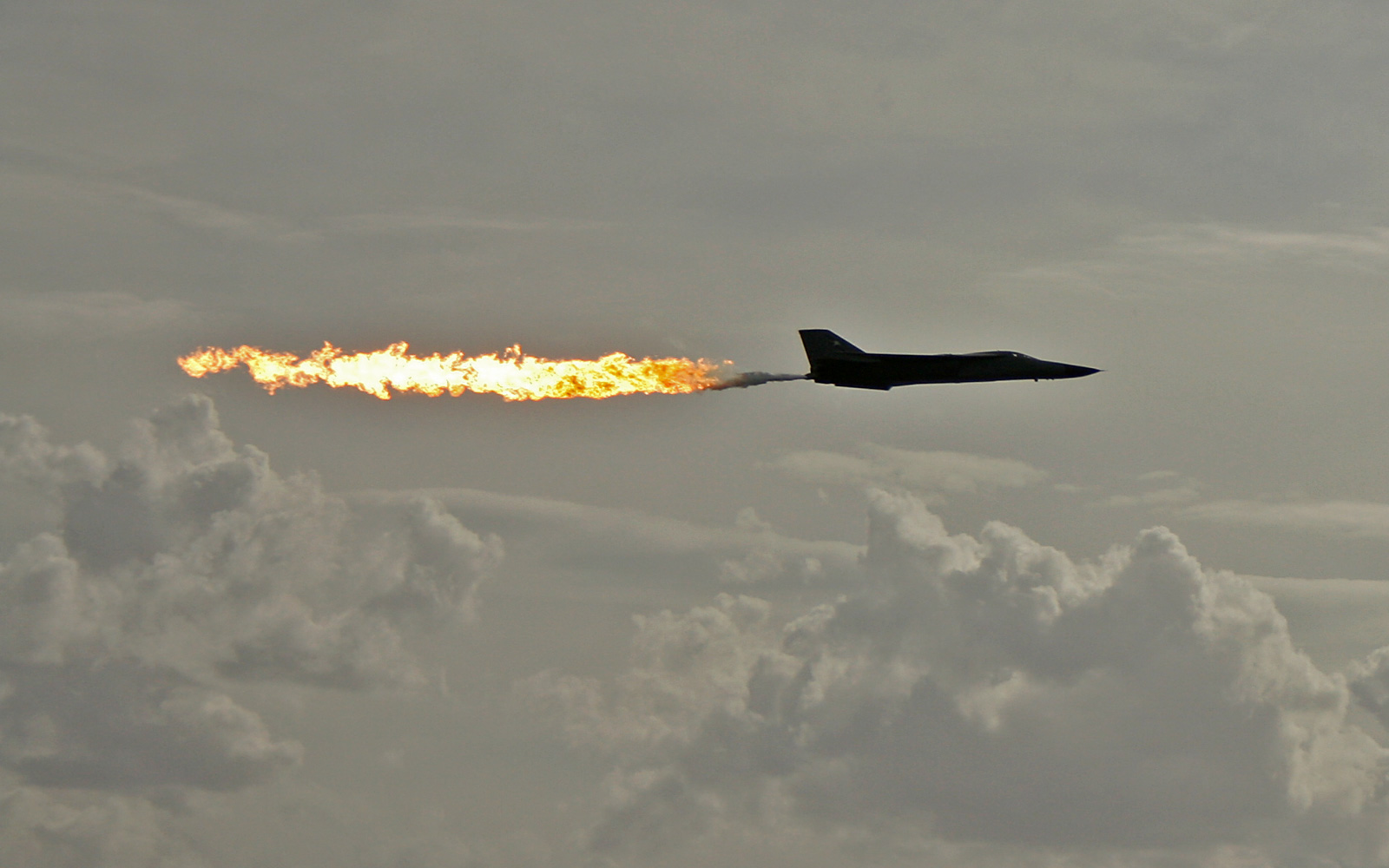
Un F-111 australien effectue un « dump-and-burn ».

Le « dump-and-burn » est une procédure de vidange de carburant dans laquelle le carburant est volontairement mis à feu, grâce à la flamme produite par la postcombustion. Si la manœuvre permet de créer des flammes spectaculaires, pour le plaisir des yeux lors des meetings aériens, elle n'a cependant aucun intérêt pratique et ne peut influencer d'une quelconque manière les performances de l'appareil qui l'emploie.

### Jeux vidéo
- Dans le jeu en ligne Pirate Galaxy, la postcombustion est un des plans et des items utilisables sur les vaisseaux.